# Фрей, Лусия
Луция (Луcия) Фрей-Готтесман (пол. Łucja Frey-Gottesman; 3 ноября 1889, Львов, Королевство Галиции и Лодомерии, Австро-Венгрия — 1942, Львов) — польский врач, невролог. Автор одного из первых описаний неврологического синдрома, названного в её честь синдромом Фрей. Погибла во время Холокоста, вероятно, во львовском гетто.

## Биография
Луcия Фрей родилась в 1889 году во Львове в семье поставщика строительных материалов Шимона Симхи Фрея и его жены Дины (в девичестве Вейнреб). Семья Фрей принадлежала к ассимилированным львовским евреям; как родной язык Лусия указывала польский. В 1896—1900 годах училась в общеобразовательной католической школе при монастыре бенедиктинок, впоследствии ходила в еврейскую гимназию для девочек Гольдблатта-Каммерлинга (с 1900 по 1907 год). 10 ноября 1907 года экстерном сдала экзамены в гимназии Франца Иосифа. Начала изучать философию во Львовском университете; возможно, позже изменила специальность на математику. Училась, среди прочих, у Мариана Смолюховского, с 1908 по 1912 год. Согласно её автобиографии, в 1913 году сдала учительские экзамены.
В 1917 году во Львове начала изучать медицину. На год прервала обучение в 1918 году, указывая как причину польско-украинскую войну: тогда, вероятно, работала в Краевом госпитале во Львове, в нервно-психиатрическом отделении у профессора Казимежа Ожеховского. После четырёх семестров учёбы во Львове продолжила его в Варшаве. Ещё до окончания университета начала работать в неврологической клинике Ожеховского (созданной в 1920 году на кафедре в Варшаве) младшим ассистентом. Окончила учёбу 20 февраля 1921 года; с июня 1922 года по май 1923 года сдала ряд выпускных экзаменов, в том числе экзамен по неврологии у профессора Ожеховского с отличием. Диплом об окончании университета получила в возрасте 34 лет, 23 июня 1923 года (иногда встречается неправдоподобная дата 1913 год). В 1923—1928 годах была старшим помощником в неврологической клинике в Варшаве. Предположительно, в 1924 году прошла интернатуру. Во время пребывания в Варшаве жила в здании клиники на Новогродской улице, 59.
В 1929 году вернулась во Львов, вероятнее всего, по личным причинам: тогда она вышла замуж за адвоката Марка (Мордехая) Готтесмана. С мая 1929 года была врачом в Еврейском госпитале на улице Раппопорта, 8. Тогда она проживала вместе с мужем и свекровью в доме по улице Зигмунтовской, 12.
В 1930 году родила дочь Дануту. В 1932 году семья Фрей переехала в новый дом по улице Сикстуской, 35. Информация о другом ребёнке, Якубе 1919 года рождения, происходит из единственного источника — показаний Хевды Балат (Hedwa Balat), сестры мужа Лусии Фрей, представленных в 1955 году в Институте Яд ва-Шем.
После начала Второй мировой войны и вступления советских войск во Львов Марк Готтесман был арестован НКВД по обвинениям в контрреволюционной деятельности. Осуждён на 5 лет заключения, но был расстрелян 26 июня 1941 года «в связи с началом военных действий». После того, как город заняли немцы, Лусия Фрей оказалась во львовском гетто. Там работала во II клинике гетто (II. Ghettopoliklinik) на улице Замарстыновской, 112. Последнее доказательство того, что Лусия Фрей была ещё жива, датировано 1 апрелем 1942 года; им является заполненная анкета карты разрешения на труд (Fragebogen zur erstmaligen Meldung der Heilberufe) № 144, выданная германскими властями. Тогда она жила на улице Балонова, 6/12. 20 августа 1942 года почти все пациенты и медицинский персонал клиники в гетто (по меньшей мере 400 человек) были казнены. Лусия Фрей погибла тогда или же была депортирована между 10 и 22 августа в лагерь смерти Белжец. Некоторые биографы указывают 1943 год (в июне произошла ликвидация львовского гетто) как дату смерти Лусии Фрей. Ничего не известно о судьбе её дочери Дануты, вероятного сына Якуба, родителей и свекрови.

## Исследования
Самые ранние публикации о Лусии Фрей в сделаны Эуфемиушем Германом, автором статьи с мемуарами на страницах журнала Neurologia Polska в 1950 году, а также главы, посвящённой врачу, в монографии Neurolodzy polscy (Польские неврологи) в 1958 году. После начала 1990-х годов в неврологических и отоларингологических журналах вышло несколько статей о Лусии Фрей. Сейчас наиболее подробным исследованием её жизни является докторская диссертация Мирьям Молтрехт (Mirjam Moltrecht) «Dr. med. Łucja Frey. Eine Ärztin aus Lwów 1889—1942. Rekonstruktion eines Lebens» (Leipzig, 2004), впоследствии опубликованная как биография в издательстве Hartung Gorre. Несмотря на это, имя Фрей часто не упоминается или искажается, даже в специализированных публикациях («Lucy» или «Lucie»). Иногда в качестве дат рождения и смерти указываются годы жизни австрийского врача и физиолога Максимилиана фон Фрея.
Эуфемиуш Герман писал о ней:
Чрезвычайно скромная, тихая, с муравьиным трудолюбием, она отличалась значительной степенью творческой изобретательности. Все её научные работы отличаются необычайной точностью, стремлением к всестороннему познанию исследуемого вопроса и серьезному знанию предмета […] Хотя научное наследие Люции Фрей не очень велико, каждый из её опубликованных трудов имеет солидный научный вес, оставляя неизгладимый след в мировых научных работах.

Оригинальный текст (пол.)Nad wyraz skromna, cicha, o mrówczej pracowitości, odznaczała się w stopniu niemałym inwencją twórczą. Wszystkie jej prace naukowe cechuje niezwykła dokładność, dążenia do wszechstronnego poznania badanego zagadnienia oraz poważna znajomość przedmiotu […] Chociaż spuścizna naukowa Łucji Frey nie jest zbyt wielka, to jednak każda jej praca opublikowana posiada duży ciężar naukowy, pozostawiając w światowym dorobku naukowym trwały ślad.

## Научные достижения
Фрей опубликовала статью о синдроме ушно-височного нерва, известного теперь как Синдром Фрей (англ. Frey's syndrome, пол. zespół Łucji Frey), в 1923 году в «Polska Gazeta Lekarska», и в том же году на французском языке в «Revue neurologique»». Случай, описанный в этой работе, был представлен на встрече Общества врачей Госпиталя Иисуса (пол. Towarzystwo Lekarzy Szpitala Dzieciątka Jezus) и в Неврологическом обществе (пол. Towarzystwo Neurologiczne) в Варшаве 20 января 1923 года. Это было описано следующим образом:
Х. Б., 25-летний работник трикотажной фабрики, был ранен в конце 1920 года пулей из карабина вне угла нижней челюсти с левой стороны. Хотя рана была поверхностной, больной потерял сознание сразу после ранения, поэтому он не знает, когда его привезли в больницу. Здесь, придя в сознание, он заметил, что вся левая половина его лица сильно опухла. Через неделю он заболел возвратным брюшным тифом, а через четыре недели — сыпным тифом. В период этих болезней его левая щека опухла, и примерно через четыре месяца после травмы из уха стал вытекать гной. Тогда отолог (в марте 1921 года) диагностировал свищ в наружном слуховом проходе при невредимой барабанной перепонке. В месте первичного ранения был сделан надрез, впоследствии отек начал уменьшаться и со временем лицо пришло в норму. Примерно через месяц после операции больной заметил, что во время еды у него потеет левая сторона лица, одновременно ощущается жар в этой области. Со временем это потоотделение усилилось, и за год оно стало настолько значительным, что окружающие стали обращать на это внимание. Помимо этого, больной не чувствует никаких симптомов и обратился за медицинской помощью из-за стыда, «потому что люди думают, что он так жадно ест».

Оригинальный текст (пол.)Ch. B., 25-letni trykociarz, został raniony w końcu roku 1920 kulą karabinową poza kątem żuchwy po stronie lewej. Mimo że rana była powierzchowna, chory bezpośrednio po zranieniu stracił przytomność, tak że nie wie, kiedy został przywieziony do szpitala. Tu po odzyskaniu przytomności zauważył, że cała lewa połowa twarzy jest silnie obrzmiała. Po tygodniu zapadł na dur powrotny, a w cztery tygodnie później na dur plamisty. Przez cały czas trwania tych chorób policzek lewy był obrzmiały, a mniej więcej w cztery miesiące po zranieniu zaczęła wyciekać z ucha ropa. Otiatra stwierdził wówczas (w marcu 1921) przetokę w przewodzie zewnętrznym przy nieuszkodzonej błonie bębenkowej. Wykonano nacięcie w miejscu pierwotnego zranienia, potem obrzęk zaczął ustępować, a twarz wróciła z czasem do stanu normalnego. Mniej więcej w miesiąc po operacji zauważył chory, że podczas jedzenia poci się po lewej stronie twarzy doznając równocześnie uczucia gorąca w tej okolicy. Z czasem pocenie to nasilało się, a od roku stało się tak znaczne, że otoczenie zaczęło zwracać na to uwagę. Zresztą chory nie odczuwa żadnych dolegliwości a zasięga porady lekarskiej z powodu wstydu, "ludzie bowiem sądzą, że je tak żarłocznie".

Однако это не было первым письменным описанием данного комплекса симптомов. Предшественниками Фрей были Кастремский (1740), Дюфеникс (1757), Бартез (1806), Дюпюи (1816), Броун-Секар (1849), Байярже (1853), Генле (1855), Берар (1855), Бергунью (1859), Руйе (1859), Боткин (1875), Вебер (1897), Гордон Б. Нью и Герман Э. Бозер (1922), а также Якуб Липштат (1922). Примечательно, что Броун-Секар и Генле описали собственные симптомы. Вместе с тем, все эти наблюдения были неполными и не показывали возможного патомеханизма явления вкусового потоотделения. Статья Фрей «Przypadek zespołu nerwu usznoskroniowego» («Le Syndrome du Nerf Auriculo-Temporal») считается первым таким описанием синдрома в мировой науке. Именно Фрей первой обнаружила, что болезнь касается как симпатических, так и парасимпатических нервных волокон.
Эпоним синдрома Фрей ввели в медицину Станислав Хигер в 1926 году и Бассе в 1932 году. Некоторые исследователи иногда употребляют название синдрома Баярже, синдрома Фрей-Баярже или синдрома Дюпюи.
Кроме этой главной работы, Фрей писала о влиянии растительных ядов на деградацию спинного мозга, топографическую анатомию ствола головного мозга, боковой амиотрофический склероз (болезнь Шарко), случаи сосудистых мальформаций спинного мозга, кисты третьего желудочка головного мозга, опухолей ската, лобной доли, и ретросплеяльных опухолей (расположенных позади от валика мозолистого тела). Большинство своих трудов написала сама, четыре вместе с профессором Ожеховским, один, посвящённый наследственным болезням нервной системы, с невропатологом Адамом Опальским. Её описание синхронных сосудистых мальформаций позвоночника было первым в мировой литературе.
Среди работ Лусии Фрей нет докторской диссертации; сведения о такой работе отсутствуют в достаточно полных перечнях довоенных диссертаций Варшавского университета. Таким образом, наиболее вероятно, что использованный Германом термин «Dr med.» означает только врача, а не академическое звание «доктора медицины».

## Список работ
- Przypadek podrażnienia nerwu usznoskroniowego. Pamiętnik Kliniczny Szpitala Dzieciątka Jezus. 8: 1–2. 1923.
- Przypadek zakrzepu tętnicy móżdżkowej. Pamiętnik Kliniczny Szpitala Dzieciątka Jezus. 8: 24. 1923.
- Przypadek zespołu bocznej ściany zatoki jamistej (Zespół Feix). Pamiętnik Kliniczny Szpitala Dzieciątka Jezus. 8: 8–9. 1923.
- Przypadek zespołu nerwu usznoskroniowego. Polska Gazeta Lekarska. 41: 708–710. 1923.
- Le syndrome du nerf auriculo-temporal. Revue Neurologique. 2 (2): 97–104. 1923.
- O działaniu jadów wegetatywnych na drżenie włókienkowe w sprawach zanikowych pochodzenia rdzeniowego. Medycyna Doświadczalna i Społeczna. 5 (5–6): 379–387. 1925.
- Przyczynki do nauki o topografii w trzonie mózgowym. Ogniska boczne i środkowe w rdzeniu przedłużonym. Neurologia Polska. 8 (2): 124–142. 1925.
- Przyczynki do nauki o topografii w trzonie mózgowym. Ogniska w wyższych piętrach mostu Varola. Polska Gazeta Lekarska. 15: 335–338. 1925.
- Przypadek chorego z guzem stoku Blumenbacha. Polska Gazeta Lekarska. 14: 328. 1925.
- Przypadek guza stoku Blumenbacha. Pamiętnik Kliniczny Szpitala Dzieciątka Jezus. 9: 6–7. 1925.
- Przypadek zapalenia nerwów posurowiczego. Neurologia Polska. 8: 340–341. 1925.
- Frey Ł. Orzechowski K (1925). Zmiany anatomiczne w chorobie Charcota. Neurologia Polska. 8 (3–4): 196–219.
- Frey Ł. Orzechowski K (1925). Zmiany anatomiczne w chorobie Charcota. Księga Pamiątkowa XII Zjazdu Lek Przyr. 2: 145.
- O działaniu jadów wegetatywnych na drżenie włókienkowe w sprawach zanikowych pochodzenia rdzeniowego. Księga Pamiątkowa XII Zjazdu Lek Przyr. 2: 158. 1925.
- Étude anatomo-pathologique d'un cas d'anévrisme cirsoide de la moelle. Revue Neurologique. 1: 709. 1926.
- Pokaz mózgu z torbielą III komory. Warszawskie Czasopismo Lekarskie. 14: 192. 1926.
- Preparat torbieli III-ej komory. Polska Gazeta Lekarska. 16: 312. 1926.
- Przypadek cierpienia rodzinno-dziedzicznego, dotyczącego głównie kończyn dolnych. Warszawskie Czasopismo Lekarskie. 4: 193. 1926.
- Przypadek myelitis. Polska Gazeta Lekarska. 50: 955. 1926.
- Przypadek tętniaka splotowatego rdzenia. Neurologia Polska. 9 (1–2): 21–30. 1926.
- Przypadek tętniaka splotowatego rdzenia. Nowiny Psych. 9 (1–2): 21–28. 1926.
- Frey Ł. Orzechowski K. (1926). Sur l'histopathologie de la maladie de Charcot. Revue Neurologique. 2 (2): 188.
- Torbiel III komory. Brak objawów lejkowych przy zupełnym zniszczeniu dna III komory. Nowiny Lekarskie. 38: 289–292. 1926.
- Przypadek tętniaka splotowatego rdzenia. Neurologia Polska. 10 (3–4): 346–347. 1927.
- Kyste du III ventricule. Destruction totale de la région infundibulaire sans signes dits hypophysiaires. Revue Neurologique. 2: 413. 1927.
- Kyste du III ventricule. Destruction totale de la région infundibulaire sans signes dits hypophysiaires. L Encéphale. 22: 21–26. 1927.
- Paraplegia spastica heredofamiliris. Neurologia Polska. 10 (1): 58. 1927.
- Przypadek: Osteoarthropatiae vertebralis tabidorum. Pamiętnik Kliniczny Szpitala Dzieciątka Jezus. 10: 30–32. 1927.
- Frey Ł. Opalski A. (1927). Przyczynki kliniczne do studjum nad schorzeniami dziedzicznemi układu nerwowego. Polska Gazeta Lekarska. 15 (6): 277–280.
  - также отдельно, Przyczynki kliniczne do studjum nad schorzeniami dziedzicznemi układu nerwowego. Kraków-Lwów 1927 12 ss.
- Rdzeń i preparaty drobnowidzowe z przypadku tętniaka splotowatego rdzenia. Polska Gazeta Lekarska. 22: 431. 1927.
- Etude anatomo-clinique d'un cas d'anévrisme cirsoide de la moelle. Pamiętnik I Zjazdu Anatomo-Zoologicznego w Warszawie: 98–99. 1927.
- Frey Ł. Orzechowski K. (1927). Neurirétinite unilatérale due à une Highmorite du même coté, améliorée après une ponction du sinus maxillaire. Lésions pagétoides dans les os de la voute cranienne décelées à la radiographie. Revue Neurologique. 2: 284.
- Frey Ł. Drozdowicz (1928). Neuroretinitis jednego oka przy zajęciu jamy Highmor'a tej że pages u osobnika z czaszką Pagetowską. Neurologia Polska. 11 (2): 246–248.
- Przypadek guza retrosplejalnego. Neurologia Polska. 11 (3–4): 319–320. 1928.
- Przypadek guza retrosplejalnego. Polska Gazeta Lekarska. 14: 261. 1928.
- Przypadek operowanego guza śródbłonka mózgu. Polska Gazeta Lekarska. 8: 150. 1928.
- Frey Ł. Sławiński. (1928). Przypadek operowany śródbłoniaka płata czołowego. Neurologia Polska. 11 (3–4): 312.
- Przypadek: Osteoarthropatiae vertebralis tabidorum. Neurologia Polska. 11 (1): 128–130. 1928.
- Przypadek sympatomatu rdzenia kręgowego. Neurologia Polska. 11 (1): 125–127. 1928.
- Przypadek śródbłoniaka płata czołowego wyłuszczonego pomyślnie. Polska Gazeta Lekarska. 20: 373–376. 1928.
- Urazowe podrażnienie nerwów promieniowego i mięśniowo-skórnego z przerwaniem kilku ścięgien. Neurologia Polska. 11 (3–4): 350–351. 1928.
- Étude anatomo-clinique d'un cas d'anévrisme cirsoide de la moelle épinière. Annales D'anatomie Pathologique. 5: 971–979. 1928.